# Shigongqiao (köpinghuvudort i Kina, Hunan Sheng, lat 29,18, long 111,87)
Shigongqiao är en köpinghuvudort i Kina. Den ligger i provinsen Hunan, i den södra delen av landet, omkring 150 kilometer nordväst om provinshuvudstaden Changsha. Antalet invånare är 30 745. Befolkningen består av 15 166 kvinnor och 15 579 män. Barn under 15 år utgör 11,0 %, vuxna 15-64 år 75 %, och äldre över 65 år 13,0 %.
Runt Shigongqiao är det tätbefolkat, med 511 invånare per kvadratkilometer. Närmaste större samhälle är Hangongdu, 11,6 km söder om Shigongqiao. Trakten runt Shigongqiao består till största delen av jordbruksmark.
Genomsnittlig årsnederbörd är 1 706 millimeter. Den regnigaste månaden är maj, med i genomsnitt 303 mm nederbörd, och den torraste är december, med 32 mm nederbörd.